# LWS-93
LWS-93 (ros. ЛВС-93, także 71-139) – typ ośmioosiowego, trójczłonowego wagonu tramwajowego. Oznaczenie LWS pochodzi od słów Leningradskij Wagon Soczlenionyj (ros. Ленинградский Вагон Сочленёный, pol. Leningradzki Tramwaj Przegubowy). Dwa egzemplarze wyprodukowane zostały w petersburskich zakładach PTMZ w latach 1993–1994 (stąd liczba 93 w oznaczeniu tramwaju).
Obecnie żaden z wagonów LWS-93 nie jest eksploatowany liniowo.

## Konstrukcja
LWS-93 to szerokotorowy (1524 mm), wysokopodłogowy, przegubowy wagon o konstrukcji metalowej. Pudło składa się z trzech części połączonych przegubami. Pierwszy oraz trzeci człon tramwaju opiera się na jednym dwuosiowym wózku, natomiast człon środkowy zamontowany jest na dwóch wózkach – jest to główna różnica w stosunku do typu LWS-89. Do wnętrza prowadzi 6 par drzwi harmonijkowych, przy czym pierwsze skrzydło drzwiowe jest jednoczęściowe, a pozostałe są dwuczęściowe. W tramwaju zainstalowano cztery silniki, po dwa w każdym ze skrajnych wózków. Nie przewidziano możliwości eksploatacji wagonów w trakcji ukrotnionej.
Ze względu na niestandardowe wymiary pierwszego i ostatniego członu, tramwaj nie mógł stacjonować w niektórych częściach petersburskich zajezdni nr 2 i 3.

## Modyfikacje
- LWS-8-1-93 – dwukierunkowy, dwustronny wagon tramwajowy z rozruchem rezystorowo-stycznikowym. Kursował w Wołgogradzie, gdzie nadano mu numer taborowy 5835. Początkowo na dachu zainstalowane były dwa pantografy połówkowe. Wagon zezłomowano w 2009 r[1].
- LWS-8-2-93 jednokierunkowy, jednostronny wagon tramwajowy z rozruchem tyrystorowo-impulsowym. Eksploatowany był w Petersburgu z numerem taborowym 3280. Obecnie stacjonuje w miejscowym muzeum[2].